# 福建交通
福建交通包括各種運輸系統、載具、大眾運輸工具、管道運輸等。目前福建交通的最高主管機構是福建省交通運輸廳。

## 鐵路
省内传统铁路干线包括鹰厦铁路（全长693公里）、峰福铁路（全长409公里）。此外，還有贛龍鐵路、漳龍鐵路、梅坎铁路、漳泉肖铁路等。
已通車高速鐵路有温福铁路（全长298.4公里）、福厦铁路（全长273公里）、龙厦鐵路（全长171公里）、昌福铁路（全长547公里）、永莆铁路（全长59公里）、厦深鐵路（全长502.4公里）、合福客运专线、赣龙铁路复线等。
2013年7月1日起，福建省開行福州至北京南G55/6次動車組“G”字頭列車，時速最高可達300公里。開行的G55/6次車線路由原杭甬線、滬杭高鐵改為經由新通車的杭甬、寧杭高鐵運作，較原來縮短約5個小時，全程運作時間約10小時40分。
新建普通铁路有：衢宁铁路、建化铁路、清冠铁路和兴泉铁路。

## 公路

### 高速公路
福建境内通过的中國国家高速公路网（71118网）干线有京福高速（中國国家高速G3，浙江省界-南平-福州）、沈海高速（中國国家高速G15，浙江省界-宁德-福州-莆田-泉州-厦门-漳州-广东省界）、福银高速（中國国家高速G70，福州-南平-江西省界）、泉南高速（中國国家高速G72，泉州-三明-江西省界）、厦蓉高速（中國国家高速G76，厦门-漳州-龙岩-江西省界）。

### 普通公路
福建省公路通车里程3.91万千米，境内通过的中国国道干线5条（分别为G316、G324、G104、G319、G205）。福建省省道共有29条，其中的八纵九横主要干线已经全部通车。。

## 轨道交通

### 运营中
- 福州地铁
- 厦门地铁

## 航運
内河通航里程3888千米，沿海港口码头泊位416个，年吞吐量1万吨以上的港口54个，与8个国家和地区的60多个港口通航；主要港口有福州马尾港、福州江阴港、莆田港、泉州港和厦门港。

## 航空港
已建成
- 福州长乐国际机场（4F级跑道一条，IATA呼号FOC）
- 厦门高崎国际机场（4E级跑道一条，IATA呼号XMN）
- 泉州晋江国际机场（4D级跑道一条，IATA呼号JJN）
- 武夷山机场（4C级跑道一条，IATA呼号WUS）
- 龙岩冠豸山机场（4C级跑道一条，IATA呼号LCX）
- 三明沙县机场（4C級跑道一條，IATA呼号SQJ）

建設或規劃中
- 厦门翔安国际机场（4F级跑道四条，预计2025年通航）
- 霞浦水门机场（军用机场改建）
- 莆田汀江机场（4C級跑道一條）
- 平潭澳前机场（4C級跑道一條）